# Onesíforo (mártir)
San Onesíforo de Galípolis, (del griego Onesíforo, que significa "que produce beneficios" o "útil"), fue un mártir cristiano al que se hace referencia en el Nuevo Testamento, en la Segunda epístola a Timoteo (2 Tim 1:16-18 y 2 Tim 4:19). Según la carta escrita por San Pablo, Onesíforo buscó a Pablo, que estaba preso en ese momento en Roma. 

## Biografía
Según la tradición ortodoxa, Onesíforo fue uno de los Setenta Discípulos elegidos y enviados por Jesús a predicar. Fueron elegidos algún tiempo después de la elección de los Doce Apóstoles (Lucas 10:1-24). San Onesíforo fue obispo en Colofón (Asia Menor) y más tarde en Corinto. Tanto la Iglesia ortodoxa como la Iglesia católica sostienen que murió como mártir en la ciudad de Parium, a orillas del Helesponto.

## Segunda carta a Timoteo
La persecución de los cristianos durante el reinado de Nerón hizo de Roma una ciudad peligrosa para los cristianos. Pablo elogia a Onesíforo por su hospitalidad, amabilidad y valentía. Onesíforo contrasta con los otros cristianos de Asia que habían abandonado a Pablo en ese momento. En 2 Timoteo 1:16-18, Pablo envía un saludo a la casa del hombre en Éfeso y se refiere a la ayuda que le mostró a Pablo anteriormente en Éfeso. Timoteo, quien dirigió la iglesia de Éfeso, estaba familiarizado con estos actos. El elogio de Pablo a Onesíforo es significativo porque fue escrito poco antes de la muerte de Pablo como un estímulo final para Timoteo.
Pero ahora, en el momento de la correspondencia, solo "Lucas solo está con (Pablo)" (4:11). Debido a que Pablo habla de Onesíforo solo en tiempo pasado, desea bendiciones para su casa (familia) y misericordia para él "en ese día", algunos eruditos creen que Onesíforo ya había muerto en ese momento. Hacia el final de la misma carta, en 2 Timoteo 4:19, Pablo envía saludos a «Priscila y Aquila, y a la casa de Onesíforo», aparentemente distinguiendo de nuevo la situación de Onesíforo de la de Priscila y Aquila, que aún estaban vivos. La referencia de Pablo a Onesíforo, junto con 2 Macabeos 12:40-46, es citada por los católicos como uno de los primeros ejemplos de oración por los muertos, mientras que algunos protestantes que se oponen a esta práctica rechazan tal interpretación.
Sorprendentemente, Onesíforo hizo un viaje de 1.600 kilómetros, atravesando tres grandes masas de agua de un continente a otro (de Éfeso, en la actual Turquía) a Roma (en la actual Italia)) para buscar y encontrar a Pablo en prisión, con el fin de consolarlo. Se lo conmemora el 6 de septiembre en la Iglesia católica, y el 7 de septiembre en la Iglesia ortodoxa.
No debe confundirse con Onesíforo de Éfeso, que fue martirizado con Porfirio durante la persecución de Diocleciano, y se lo conmemora el 9 de noviembre.